# Barbara Pitotti
Barbara Pitotti (Roma, 29 marzo 1973) è una doppiatrice italiana.

## Biografia
Ha doppiato molti personaggi, anche nell'ambito dell'animazione: Gwen Tennyson nelle serie Ben 10, Ben 10 - Forza aliena, Ben 10: Ultimate Alien e Ben 10: Omniverse, Kenta Kitagawa nell'anime giapponese Digimon Tamers, Tommy Hiyomi in Digimon Frontier, Shinobu Maehara in Love Hina, Urara Kasugano/Cure Lemonade in Yes! Pretty Cure 5 e Yes! Pretty Cure 5 GoGo!. Insieme a Ilaria Stagni, inoltre, Pitotti è nota anche per saper doppiare bambini maschi: ha doppiato infatti Tip in Topo Tip, Elmer in Due fantagenitori, Niyago/Super Niyandar in Super Niyandar - Il gatto mascherato e George Pig in Peppa Pig.
In campo cinematografico, doppia Olesya Rulin nei film High School Musical 2 e High School Musical 3, interpretando la pianista Kelsi Nielsen.

## Doppiaggio

### Film
- Olesya Rulin in High School Musical 2, High School Musical 3: Senior Year
- Bella Thorne in La babysitter, La babysitter - killer queen
- Slade Pearce in Air Buddies - Cuccioli alla riscossa
- Shanica Knowles in Jump In!
- Jaimie Alexander in Fuga dall'Inferno - L'altra dimensione dell'amore
- Arto Louis Eriksen in Festa di fine estate
- Jamie Morton in Crummy e la ricetta di Babbo Natale
- Amrita Singh in Betaab

### Serie televisive
- Leonor Martín in Fisica o chimica
- Olisa Odele in Papà e mamma sono alieni
- Nina Siemaszko in West Wing - Tutti gli uomini del Presidente
- Bobby Gonzalez in I fratelli Garcia
- Jana Fomenko in Grani di pepe
- Shadia Simmons in La mia vita con Derek
- Lesley Mitchel in Blue Water High
- Kally Ponce in Kally's Mashup
- Julianna Rose Mauriello e Chloe Lang in Lazy Town
- Stacey McClean in I Dream
- Sonya Balmores in Beyond the Break - Vite sull'onda
- Suzanne Mcnabb in Prehistoric Park
- Moran Atias in Crash
- Ayfer Tokatlı in Everywhere I go - Coincidenze d'amore
- Laurie Fortier in No Ordinary Family
- Denisea Wilson in Emma una strega da favola
- Nela Panghy-Lee in La strada per la felicità
- Dolores Sarmiento in Champs 12
- Diana Gómez in Il segreto
- Sharlene Taulé in Grachi
- Florencia Padilla in Sueña conmigo
- Laure Calamy in Chiami il mio agente!
- Nadia Hilker in The Walking Dead
- Marissa Cuevas in What/If
- Mina An in Dr. Brain

### Film d'animazione
- I Lampaclima e l'isola misteriosa - Frizy
- Nel regno delle fate - George
- Saiyuki Requiem - Houran
- Inuyasha the Movie - L'isola del fuoco scarlatto - Roku
- Yo-Rhad - Un amico dallo spazio - Jason
- I Roteò e la magia dello specchio - Tuty
- Gli Animotosi nella terra di Nondove - Carty
- Gli Skatenini e le dune dorate - Breko
- Gli Smile and Go e il braciere bifuoco - Ninno
- La Pallastrike sull'Isola di Pasqua - Titimpy
- Gli Straspeed a Crazy World - Ciuccio
- Pretty Cure Max Heart 2 - Amici per sempre - Shiho Kubota
- Barbie Mariposa e le sue amiche fate farfalle - Rayla
- Il diario di Barbie - Reagen
- Polly Pocket 2 Cool at the Pocket Plaza - Lila Draper
- Yes! Pretty Cure 5 - Le Pretty Cure nel Regno degli Specchi - Urara Kasugano/Cure Lemonade, Dark Lemonade
- Yes! Pretty Cure 5 GoGo! - Buon compleanno carissima Nozomi - Urara Kasugano/Cure Lemonade
- HeartCatch Pretty Cure! - Un lupo mannaro a Parigi - Loup-garou/Olivier
- Barbie e la magia di Pegaso - Lila
- Pretty Guardian Sailor Moon Cosmos - Il film - Sailor Tin Nyanko
- Barbie Fairytopia - La magia dell'arcobaleno - Lumina
- Supercuccioli sulla neve[1], Supercuccioli nello spazio[2], Supercuccioli a Natale - Alla ricerca di Zampa Natale[3], Supercuccioli - Un'avventura da paura![4], Supercuccioli a caccia di tesori[5] - Buddha
- I Rugrats a Parigi - Il film, I Rugrats nella giungla - Kimi Finster
- Scooby-Doo e il palcoscenico stregato - Christine Damon

### Serie animate
- Ben 10, Ben 10 - Forza aliena, Ben 10: Ultimate Alien e Ben 10: Omniverse - Gwen Tennyson
- Fairy Tail - Virgo e Gray Fullbuster da bambino
- I Rugrats - Dil Pickles e Kimi Finster
- Topo Tip - Tip
- Magica Pretty Sammy - Kiyone
- Gli Octonauti - Tweak
- Due fantagenitori - Tootie, Elmer
- Tiny Toons Looniversity - Montana Max
- Il cane Mendoza - Buddy
- Chip and Potato - Stomp
- Filiberto il tigrotto - Filiberto
- Guru Guru - Il girotondo della magia - Frill
- I gemelli Cramp - Wendy Winkle
- Rollermania - Bob
- Digimon Tamers - Kenta Kitagawa
- Un medico in famiglia - Ciccio
- Le avventure di Jackie Chan - Drew
- Gemelle più che mai - Amy
- Gals! - Shiro
- Digimon Frontier - Tommy Hiyomi
- L'ultimo dei Mohicani - Cora
- Winx Club - Faitz, Ninfea
- PopPixie - Camelia
- Duel Masters - Saiyuki
- Inazuma Eleven - Scott Banyan
- Yucie - Cocoloo
- Love Hina - Shinobu Maehara
- Vai Diego - Benji
- Hi Hi Puffy AmiYumi - Ami Onuki
- Krypto the Superdog - Kevin Whitney
- Little Bill - Little Bill Glover
- F-Zero: GP Legend - Tek
- Gli zonzoli - Pablo
- Peppa Pig - George
- Wingman - Momoko
- Nadja - Rita Rossi
- Devichil - Karen
- Pretty Cure - Shiho Kubota
- American Dragon: Jake Long - Stacey Wintergrin
- Pucca - Ching
- I Rugrats da grandi - Dil Pickles
- Dragon Booster - Lance Penn
- I mille travestimenti di Dougie - Dougie
- I cosi - Riccio e Sciai
- Un cucciolo di nome Clifford - Clifford
- 5 gemelli diversi - Austin Miller
- Pretty Cure Max Heart - Shiho Kubota
- Orange (manga) - Naho Takamiya
- Gintama - Ana Ketsuno
- L'uomo invisibile - Gina
- Berserk of Gluttony - Roxy
- Scuola di vampiri - Klot
- Berserk of Gluttony - Roxy
- Zoè Kézako - Zoè Kézako
- Louie - Louie
- Bibi Blocksberg - Monika
- Ebiten: Kōritsu Ebisugawa kōkō tenmonbu - Itsuki Noya
- Piccoli canguri - Napo
- Antonio e la banda dei giardinetti - Angie
- Super Niyandar - Il gatto mascherato - Niyago/Super Nyandar
- Sylvanian Families - Mini episodi - Piers
- Idaten Jump - Ayumu Yamato
- I Saurini e i viaggi del meteorite nero - Ranu
- Yes! Pretty Cure 5 - Urara Kasugano/Cure Lemonade (anche parte cantata)
- Yes! Pretty Cure 5 GoGo! - Urara Kasugano/Cure Lemonade (anche parte cantata)
- Combo Niños - Paco
- Alice Academy - Yu Tobita
- Cajou - Cajou
- Il treno dei dinosauri - Annie
- Let's Go Taffy - Tomi
- Spike Team - Irina Skinner
- A tutto reality presenta: Missione Cosmo Ridicola - Stephanie
- Piccole principesse Lil'Pri - Dai
- Battle Spirits - Heroes - Kouta Tatsumi
- Phineas e Ferb - Stacy Hirano
- Dora l'esploratrice - coniglio, Gallo rosso
- Loopdidoo - Zig-Zag
- Death Parade - Nona
- Uncle Grandpa - Jacqueline
- Steven Universe - Nefrite e Giade
- Mr. Pickles - Tommy Goodman
- Elliott il terrestre - Marito di Hive Director
- Aqua Teen Hunger Force - Zaffy
- Rick and Morty - Planetina

- Dungeon Food - Namari
- DanDaDan - infermiera Joo

### Videogiochi
- Fine in Beyond Good & Evil (2003)[6]
- Marty in Madagascar 3 (2012)[7]
- Harley Quinn in LEGO DC Super-Villains (2018)[8]
- Kii in Ghost of Tsushima (2020)[9]